# Langen bei Bregenz
Langen bei Bregenz ist eine Gemeinde mit 1531 Einwohnern (Stand 1. Jänner 2024) im Bezirk Bregenz in Vorarlberg. Die Gemeinde liegt am Südhang des Pfänderstockes, ungefähr zehn Kilometer von Bregenz entfernt.

## Geografie
Die Gemeinde Langen bei Bregenz befindet sich in der Region Bodensee-Alpenrhein im Vorarlberger Rheintal. Da Langen allerdings sehr nahe am Bregenzerwald liegt, wird die Gemeinde in mancher Hinsicht noch zur Region Bregenzerwald dazugezählt. So ist Langen beispielsweise unter den Orten der Käsestraße Bregenzerwald zu finden, einem Zusammenschluss von Bregenzerwälder Bauern, Wirten, Handwerkern und Handelsbetrieben. Kulturell und geographisch gehört Langen zum Vorderen Bregenzerwald.
Von Langen aus besteht die Möglichkeit, drei über tausend Meter hohe Berge zu bewandern. Der höchste ist der 1095 m hohe Hirschberg, der seinen Namen mit dem 1834 m hohen Hirschberg bei Bizau teilt. Von ihm aus kann man auf den 1069 m hohen Hochberg und auf den 1064 m hohen „Hausberg“ Bregenz', den Pfänder, gelangen.

### Nachbargemeinden
Das Gemeindegebiet von Langen grenzt an neun Gemeinden, welche mit Ausnahme von Scheidegg, einer bayerischen Gemeinde, alle im Bezirk Bregenz liegen.
| Möggers                     | Scheidegg           |          |
| Eichenberg, Lochau, Bregenz |                     | Sulzberg |
|                             | Buch, Alberschwende | Doren    |

## Geschichte
Die Herkunft des Namens „Langen“ ist vermutlich auf einen der ersten Siedler in der Gegend zurückzuführen. Dass dieser den Namen „Lang“ oder „Lange“ trug, ist auch deshalb wahrscheinlich, weil zahlreiche weitere Parzellennamen in der Umgebung auf ähnliche Weise entstanden sind. Ursprünglich bezeichnete Langen nur den heutigen Ortskern der Gemeinde, das Dorf, während die übrigen Teile der heutigen Gemeinde Langen zusammenfassend als Hinterrickenbachtobel oder Hintertobel bezeichnet wurden.
Im Jahr 1422 wurde ein Dominikanerinnenkloster am Hirschberg gegründet, welches um 1460 infolge eines Blitzschlages abbrannte und daraufhin nach Kennelbach verlegt wurde. Etwa um dieselbe Zeit existierte in der Siedlung Langen auch eine kleine Kapelle, die zu diesem Zeitpunkt noch der Mutterpfarre Bregenz angehörte. Zur kirchlichen Loslösung von der Pfarre Bregenz kam es erst 1565. Zehn Jahre später, im Jahr 1575, wurde die Gemeinde durch die Eingliederung der Gemeindeteile westlich des Weißenhuberbaches vergrößert.
Wesentlichen Anschluss an die Gebiete außerhalb des Vorderen Bregenzerwaldes fand die Gemeinde in den Jahren 1765/66, als eine Straßenverbindung von Weiler im Allgäu über Langen und die Bregenzer Fluh nach Bregenz errichtet wurde. Diese Straße war Teil der Salzstraße von Solbad Hall ins Rheintal. Ein Verkehrsanschluss für Fuhrwerke und später Kraftfahrzeuge wurde aber erst ab dem Jahr 1903 möglich, als es die erste befahrbare Straße von Bregenz über Kennelbach-Kustersberg und das Wirtatobel nach Langen gab.
Bereits ein Jahr zuvor war mit der Bregenzerwaldbahn, die im Flussbett der Bregenzer Ache zwischen Bezau und Bregenz fuhr und eine Haltestelle Langen-Buch hatte, die Gemeinde an das Eisenbahnnetz angeschlossen worden. Zwar musste das im Volksmund so genannte „Wälderbähnle“ im Jahr 1980 seinen Betrieb einstellen, jedoch wurde in den Jahren 1980/81 als Ausgleich dafür die Landesstraße nach Langen erheblich ausgebaut und erneuert.

## Kultur und Sehenswürdigkeiten
- Pfarrkirche Hl. Sebastian
- Kriegerdenkmal nördlich der Pfarrkirche
- Haus südwestlich der Pfarrkirche mit Zeltdach und Freitreppe
- Kapelle im Abt-Pfanner-Haus
- Mariä-Heimsuchung-Kapelle in Hirschbergsau
- Mariakapelle auf dem Hirschberg
- Alte und Neue Fatimakapelle auf dem Stollen
- Sägenbachbrücke[2]
- Europaschutzgebiet Witmoos

## Wirtschaft und Infrastruktur

### Wirtschaftssektoren
Von den 59 landwirtschaftlichen Betrieben des Jahres 2010 waren 33 Haupterwerbsbauern. Diese bewirtschafteten 79 Prozent der Flächen. Im Produktionssektor arbeiteten je 28 Erwerbstätige in Bereichen wie der Herstellung von Waren und in der Bauwirtschaft.
Die wichtigsten Arbeitgeber des Dienstleistungssektors waren die Bereiche soziale und öffentliche Dienste (99), freiberufliche Dienstleistungen (45) und der Handel (35 Mitarbeiter).
| Wirtschaftssektor            | Anzahl Betriebe | Anzahl Betriebe | Erwerbstätige | Erwerbstätige |
| Wirtschaftssektor            | 2011            | 2001            | 2011          | 2001          |
| ---------------------------- | --------------- | --------------- | ------------- | ------------- |
| Land- und Forstwirtschaft 1) | 59              | 70              | 60            | 68            |
| Produktion                   | 21              | 13              | 59            | 65            |
| Dienstleistung               | 72              | 49              | 236           | 151           |

1) Betriebe mit Fläche in den Jahren 2010 und 1999

### Bildung
Am Ort gibt es (Stand Januar 2003) 73 Schüler. In Langen bei Bregenz gibt es zudem einen Kindergarten.

## Politik

### Gemeindevertretung
In Vorarlberg wählen die Bürger alle fünf Jahre die Mitglieder der Gemeindevertretung durch Ankreuzen eines Listen-Wahlvorschlages bzw. durch Mehrheitswahl wenn kein Listenvorschlag vorliegt. Weiters den Bürgermeister durch Ankreuzen eines Wahlvorschlages.
Die Gemeindevertretung wählt in der konstituierenden Sitzung aus ihrer Mitte – sofern keine Wahl durch die Bürger zustande kam – gemäß § 61 Gemeindegesetz einen Bürgermeister und dann einen mindestens dreiköpfigen Gemeindevorstand. Die Zahl dieser „Gemeinderäte“ darf aber gemäß § 55 den vierten Teil der Zahl der Gemeindevertreter nicht übersteigen.
Der Bürgermeister führt den Vorsitz bei den generell öffentlichen Sitzungen der Gemeindevertretung, in denen kommunale Belange besprochen und Beschlüsse gefasst werden. Beobachter haben kein Mitspracherecht und kein Stimmrecht. Die Gemeindevertretung kann nach Bedarf Ausschüsse bestellen. Sitzungen des Gemeindevorstandes und der Ausschüsse sind nicht öffentlich.

#### Sitzverteilung nach den Wahlen
- Gemeindevertretungswahlen 1985: Bürgerliste 15.[8]
- Gemeindevertretungswahlen 1990: Bürgerliste 14, Parteilose Alternative 1.[9]
- Gemeindevertretungswahlen 1995: Bürgerliste Langen 15.[10]
- Gemeindevertretungswahlen 2000: Bürgerliste Langen 15.[11]
- Gemeindevertretungswahlen 2005: Bürgerliste Langen 15.[12]
- Gemeindevertretungswahlen 2010: Bürgerliste Langen 15.[13]
- Gemeindevertretungswahlen 2015: Bürgerliste Langen 15.[14]
- Gemeindevertretungswahlen 2020: Bürgerliste Langen 15.[15]
- Gemeindevertretungswahlen 2025: BürgerInnenliste Langen 15.[16]

### Bürgermeister
- 1945–1960 Xaver Vögel[17]
- 1960–1964 Karl Heim[17]
- 1964–1978 Johann Kennerknecht[17][18]

- 1978–1999 Josef Schedler[17]
- 1999–2012 Johann Kogler[17]

- seit 2013 Josef Kirchmann

### Wappen
Der Gemeinde wurde 1970 folgendes Wappen verliehen: In einem schräggeteilten Schild im silbernen Feld ein rotes Ahornblatt, das untere Feld in Grün.
Das Ahornblatt steht für die historische Bedeutung von Holzschlag und Holzverarbeitung in der Gemeinde, das grüne Feld weist auf die Bedeutung der Landwirtschaft hin.

## Persönlichkeiten

### Söhne und Töchter der Gemeinde
- Franz Pfanner (1825–1909), Abt und Missionar